# Paul Murphy (Politiker, 1948)

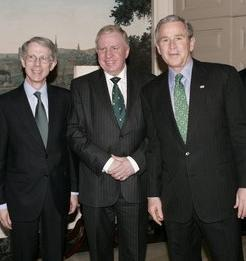
Paul Murphy (Mitte) mit dem britischen Botschafter in den USA David Manning und US-Präsident George W. Bush im Weißen Haus beim Saint Patrick’s Day (2005)

Paul Murphy, Baron Murphy of Torfaen (* 25. November 1948 in Usk, Monmouthshire, Wales) ist ein britischer Politiker der Labour Party, der von 1987 bis 2015 den Wahlkreis Torfaen im House of Commons vertrat und mehrmals Minister war. Seit 2015 ist er Mitglied des House of Lords.

## Leben

### Abgeordneter und Oppositionspolitiker
Nach dem Schulbesuch in Pontypool studierte Murphy, der bereits 1963 Mitglied der Labour Party wurde, am Oriel College der University of Oxford und war danach zunächst von 1970 bis 1971 als Managementtrainee bei der Co-operative wholesale society (CSW), ehe er anschließend von 1971 bis 1987 Lecturer für Politik und Geschichte am Ebbw Vale College of Further Education war. Zeitgleich war er von 1971 bis 1987 auch Sekretär der Labour Party im Wahlkreis Torfaen und von 1973 bis 1987 Mitglied des Rates des County Borough Torfaen sowie zwischen 1976 und 1986 Vorsitzender von dessen Finanzausschusses.
Bei der Unterhauswahl 1979 kandidierte er im Wahlkreis Wells erstmals, wenngleich erfolglos, für ein Mandat im Unterhaus. Bei den Unterhauswahlen am 11. Juni 1987 wurde er erstmals als Mitglied in das House of Commons gewählt und vertritt dort seither den Wahlkreis Torfaen.
Während seiner langjährigen Parlamentszugehörigkeit war er zunächst von 1988 bis 1994 Sprecher der oppositionellen Labour-Fraktion für Angelegenheit von Wales, danach für Nordirland sowie 1995 für Auswärtige Angelegenheiten, ehe er zuletzt von 1995 bis 1997 Oppositionssprecher für Verteidigung, Abrüstung und Rüstungskontrolle war. Während dieser Zeit war er außerdem zwischen 1996 und 1997 Vorsitzender der walisischen Gruppe der Labour-Abgeordneten.

### Ministerämter
Nach dem Wahlsieg der Labour Party bei den Unterhauswahlen am 1. Mai 1997 wurde Murphy Staatsminister im Ministerium für Nordirland und war dort bis 1999 als engster Mitarbeiter der Ministerin Mo Mowlam zuständig für die dortige politische Entwicklung. Im Rahmen einer Kabinettsumbildung wurde er von Premierminister Tony Blair im Juli 1998 zum Minister für Wales (Secretary of State for Wales) ernannt und hatte dieses Amt bis Oktober 2002 inne. Danach wurde er im Rahmen einer weiteren Kabinettsumbildung Nachfolger von John Reid als Minister für Nordirland (Secretary of State for Northern Ireland), während Peter Hain neuer Minister für Wales wurde.
Das Amt des Nordirlandministers übte er bis Mai 2005 aus und übernahm dann das Amt des Vorsitzenden des Geheimdienst- und Sicherheitskomitees (Intelligence and Security Committee), einem vom Premierminister aufgrund des Intelligence Services Act 1994 besetztes Gremium zur Überwachung der Tätigkeiten der britischen Geheim- und Nachrichtendienste. Nachfolger als Nordirlandminister wurde abermals Peter Hain. Während dieser Zeit war er von 2004 bis 2005 Vizevorsitzender der Britisch-Amerikanischen Parlamentariergruppe, zwischen 2006 und 2007 Ko-Vorsitzender der Britisch-Irischen Parlamentarischen Versammlung sowie von 2007 bis 2009 erneut Vizevorsitzender der Britisch-Amerikanischen Parlamentariergruppe.
Im Januar 2008 folgte er Peter Hain im Amt des Ministers für Wales und behielt dieses Amt bis zu seiner erneuten Ablösung durch Hain im Juni 2009. Im Anschluss war er von 2009 bis 2010 zunächst wieder Ko-Vorsitzender und ist seit 2010 stellvertretender Vorsitzender der Britisch-Irischen Parlamentarischen Versammlung. Seit 2010 war er Mitglied des Gemeinsamen Ausschusses des House of Commons und des House of Lords für nationale Sicherheitsstrategien. Am 30. März 2015 schied Murphy aus dem House of Commons aus. Am 20. Oktober 2015 wurde er zum Life Peer mit dem Titel Baron Murphy of Torfaen, of Abersychan in the County of Gwent, ernannt. Damit wurde er auch Mitglied des House of Lords.